# خوسيه أنطونيو فاز جي كارفاليايس
خوسيه أنطونيو فاز جي كارفاليايس (22 ديسمبر 1823 - 30 أكتوبر 1888) سياسي برازيلي.
كان نائب رئيس مقاطعة بارانا، وتولى المنصب على أساس مؤقت من 26 سبتمبر 1856 إلى 1 نوفمبر 1857.